# Clarias sauteri
Clarias sauteri és una espècie de peix de la família dels clàrids i de l'ordre dels siluriformes.